# Otiothops loris
Otiothops loris is een spinnensoort uit de familie Palpimanidae. De soort komt voor in Peru.